# إقليم مانيكالاند
إقليم مانيكالاند هو إقليم في زيمبابوي، عاصمته موتاري، تبلغ مساحته 36,459.0 كيلومتر مربع.

## الموقع
يشترك في الحدود مع:
- إقليم ماشونالاند الشرقية.